# Acolium
Acolium — рід лишайників родини каліцієві (Caliciaceae). Назва вперше опублікована 1862 року.

## Види
База даних Species Fungorum станом на 8.10.2019 налічує 5 видів з роду Acolium:
- Acolium chloroconium
- Acolium inquinans
- Acolium karelicum
- Acolium marcianum
- Acolium sessile